# Buggles

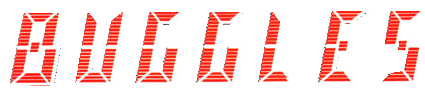
Logo

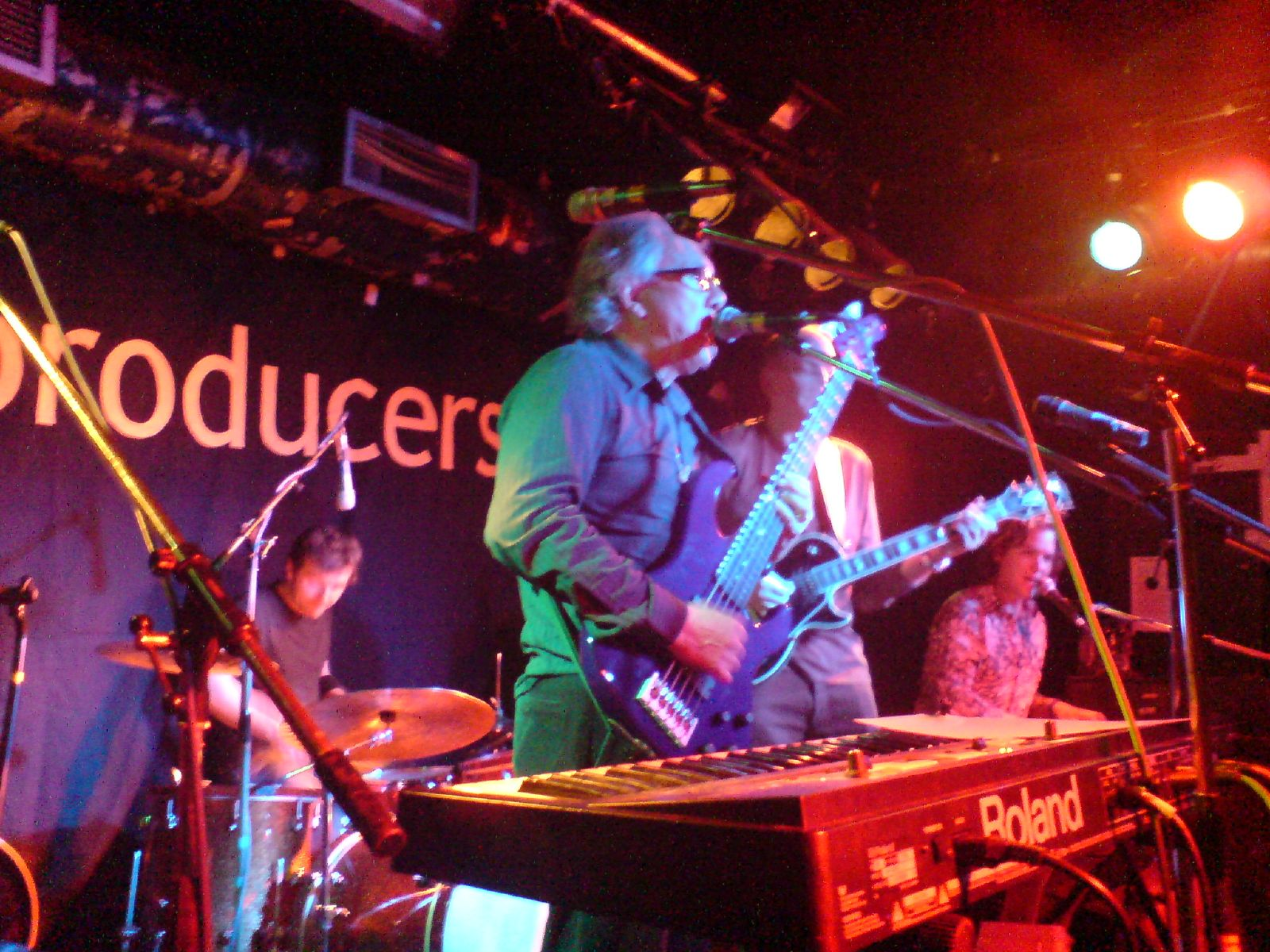
Trevor Horn

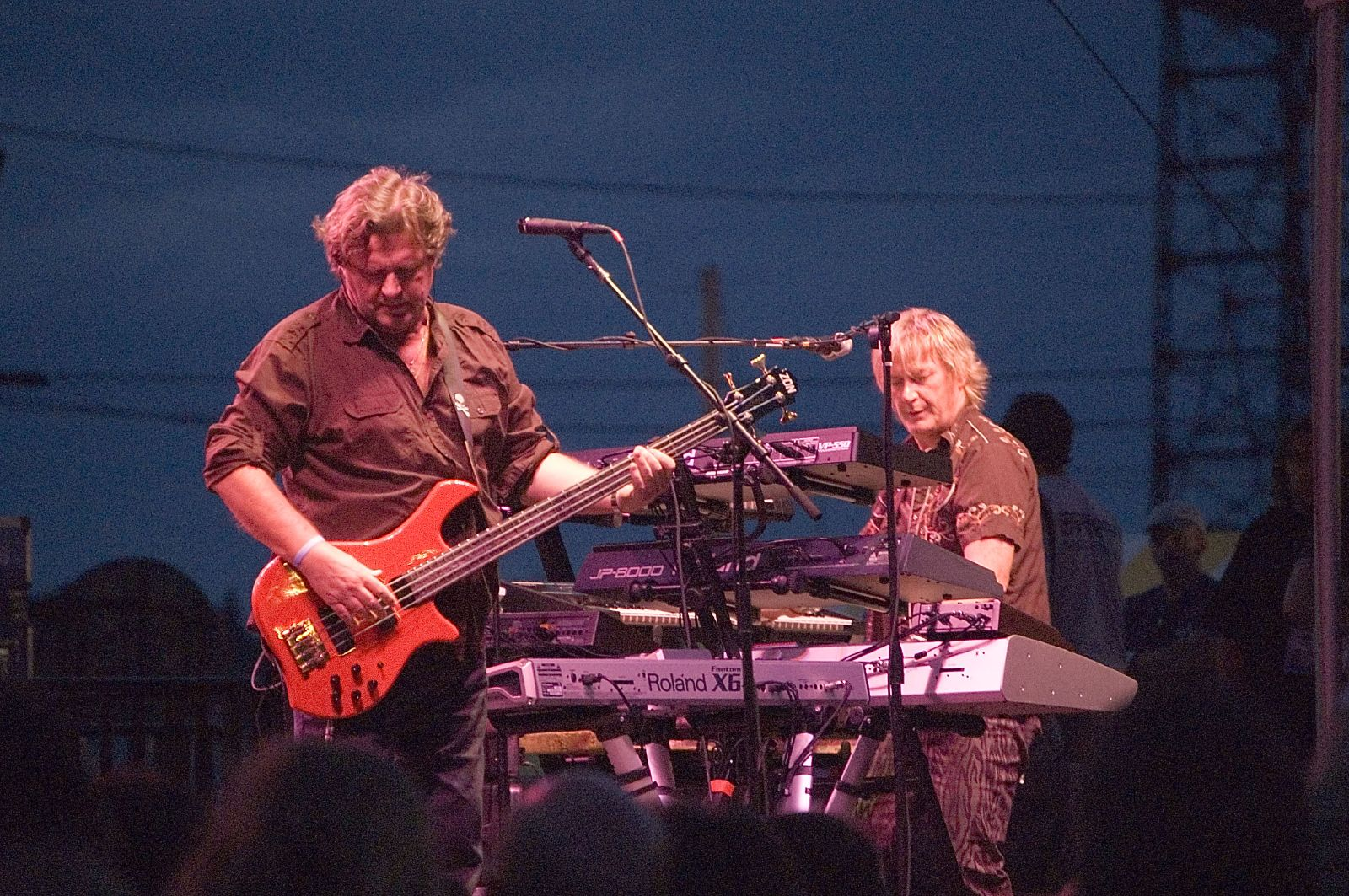
John Wetton en Geoff Downes

Buggles (vaak ook wel The Buggles genoemd) was een Britse band die eind jaren 70 een belangrijke rol speelde bij de opkomst van de elektronische popmuziek.

## Bezetting
- Trevor Horn (leadzang, bas, gitaar, geluidseffecten, 1977-1982, 1998, 2004, 2010, 2011, 2023)
- Geoff Downes (piano, keyboards, synthesizers, drums, percussie, achtergrondzang, 1977-1981, 1998, 2004, 2010, 2011)
- Bruce Woolley (1977-1979)
- Debi Doss (achtergrondzang, 1979, 2004)
- Linda Jardim-Allen (achtergrondzang, 1979, 2004; overleden)
- Earl Harvin (drums, tournee 2023)
- Mat Dauzat (gitaar, tournee 2023)
- Jamie Muhoberac (toetsen, tournee 2023)
- La Tanya Hall (achtergrondzang, tournee 2023)
- Everett Bradley (achtergrondzang, percussie, tournee 2023)

## Oprichting
Buggles werd in 1977 opgericht door multi-instrumentalist Trevor Horn. Na vele muzikale omzwervingen vroeg hij Geoff Downes, die hij kende uit de begeleidingsband van Tina Charles, als keyboardspeler en Bruce Woolley, die hij kende uit de huisband van het Hammersmith Odeon, als drummer.

## Video killed the radio star
Eind 1979 bracht de band haar eerste single uit: Video killed the radio star. De plaat werd in Groot-Brittannië binnen de kortste keren nummer 1. Ook in de rest van Europa deed de band het goed. In Nederland was de plaat op donderdag 18 oktober 1979 TROS Paradeplaat op Hilversum 3 en werd een radiohit. De single werd nummer 17 in de Nederlandse Top 40, 16 in de Nationale Hitparade en 18 in de TROS Top 50. In België werd de plaat nummer 12 in de Vlaamse Radio 2 Top 30.
Drummer Woolley verliet daarna de band om toe te treden tot Carmera Club. Horn en Downes gingen daarna verder als duo en scoorden in Engeland nog enkele hits als The plastic age, Clean clean en Elstree. In 1980 brachten zij het album The age of plastic uit, waarvan het titelnummer in onder meer Nederland een kleine hit werd.
Horn en Downes besloten kort na de release van The age of plastic om zich meer te richten op het productiewerk en raakten zo betrokken bij Yes, waarmee zij het weinig succesvolle album Drama opnamen. Kort daarna besloten de twee toe te treden tot Yes, maar dat zou van korte duur zijn.

## Tweede album
In 1981 vertrok Downes uit de band om Asia op te richten. In 1982 besloot Horn om nog een tweede Bugglesalbum op te nemen: Adventures in modern recording. Hoewel Downes op dit album officieel nog deel uitmaakte van de band, is hij op maar een viertal nummers te horen, waarvan drie hem vermelden als medeauteur. Daardoor is dit album uiteindelijk meer te bestempelen als een soloalbum van Trevor Horn. In Nederland haalden twee nummers van dit album de hitparades: I am a camera en Lenny. Beide nummers werden mede geschreven door Downes.
Na Adventures in modern recording besloot Horn het muzikantenvak vaarwel te zeggen om zich helemaal te gaan richten op productiewerk, waarin hij zijn geheel eigen stijl ontwikkelde. Hij werkte voor onder andere Frankie Goes to Hollywood, Tina Turner, Barry Manilow, The Art of Noise (waar hij zelf ook nog deel van uitmaakte), Seal en t.A.T.u.
In 2004 kwam Buggles bijeen voor een eenmalig optreden voor The Prince's Trust.

## Trivia
- In 1981 was het nummer Video killed the radiostar het eerste nummer dat vertoond werd op het pas opgerichte MTV.
- Het nummer Radio Ga Ga van Queen is een ode aan het nummer Video killed the radiostar.

## Discografie

### Studioalbums
- 1980: The Age of Plastic
- 1981: Adventures in Modern Recording

### Compilatiealbums
- 2011: The 12" & Rarities Collection

### Live videoalbums
- 2010: A Sea of Cameras – Live in New York, 20th September 2010

### Promotie ep's
- 1979: Extracts from The Age of Plastic

### Muziekvideo's
- 1979: Video Killed the Radio Star
- 1980: Living in the Plastic Age
- 1980: Clean, Clean
- 1980: Elstree
- 1981: I Am a Camera
- 1982: Adventures in Modern Recording
- 1982: On TV

### Singles
| 1979 | Video Killed the Radio Star                                                                                       | 1  | 1 | 1 | 2  | 23 | 16 | 2 | 1 | 1 | 40 | - BPI: Platina - SNEP: Platina | The Age of Plastic             |
| 1980 | Living in the Plastic Age                                                                                         | 16 | — | — | 29 | —  | 29 | — | — | — | —  |                                | The Age of Plastic             |
| 1980 | Clean Clean | 38 | — | — | 60 | —  | —  | — | — | — | —  |                                | The Age of Plastic             |
| 1980 | Elstree | 55 | — | — | —  | —  | —  | — | — | — | —  |                                | The Age of Plastic             |
| 1981 | I Am a Camera | —  | — | — | —  | 45 | 46 | — | — | — | —  |                                | Adventures in Modern Recording |
| 1982 | Adventures in Modern Recording                                                                                    | —  | — | — | —  | —  | —  | — | — | — | —  |                                | Adventures in Modern Recording |
| 1982 | On TV | —  | — | — | —  | —  | —  | — | — | — | —  | - MC: Goud                     | Adventures in Modern Recording |
| 1982 | Lenny | —  | — | — | —  | —  | 17 | — | — | — | —  |                                | Adventures in Modern Recording |
| 1982 | Beatnik | —  | — | — | —  | —  | —  | — | — | — | —  |                                | Adventures in Modern Recording |
|      | "—" geeft publicaties aan die niet in de hitlijsten zijn opgenomen of geen publicatie hadden in dat muziekgebied. |    |   |   |    |    |    |   |   |   |    |                                |                                |

## Hitnoteringen

### Albums
| Album met eventuele hitnotering(en) in de Nederlandse Album Top 100 | Datum van verschijnen | Datum van binnenkomst | Hoogste positie | Aantal weken | Opmerkingen |
| ------------------------------------------------------------------- | --------------------- | --------------------- | --------------- | ------------ | ----------- |
| The age of plastic                                                  | 1980                  | -                     | -               | -            |             |
| Adventures in modern recording                                      | 1981                  | -                     | -               | -            |             |

### Singles
| Single met eventuele hitnotering(en) in de Nederlandse Top 40 | Datum van verschijnen | Datum van binnenkomst | Hoogste positie | Aantal weken | Opmerkingen                                                     |
| ------------------------------------------------------------- | --------------------- | --------------------- | --------------- | ------------ | --------------------------------------------------------------- |
| Video Killed the Radio Star                                   | 1979                  | 27-10-1979            | 17              | 6            | Nr. 16 in de Nationale Hitparade / TROS Paradeplaat Hilversum 3 |
| The Plastic Age                                               | 1980                  | 16-02-1980            | 27              | 4            | Nr. 29 in de Nationale Hitparade                                |
| I Am a Camera                                                 | 1981                  | 24-10-1981            | tip11           | -            | Nr. 46 in de Nationale Hitparade                                |
| Lenny                                                         | 1982                  | 10-04-1982            | 23              | 5            | Nr. 17 in de Nationale Hitparade                                |

| Single met hitnotering(en) in de Vlaamse Ultratop 50 | Datum van verschijnen | Datum van binnenkomst | Hoogste positie | Aantal weken | Opmerkingen |
| ---------------------------------------------------- | --------------------- | --------------------- | --------------- | ------------ | ----------- |
| Video Killed the Radio Star                          | 1979                  | 17-11-1979            | 12              | 10           |             |
| The Plastic Age                                      | 1980                  | 16-02-1980            | 17              | 6            |             |

### NPO Radio 2 Top 2000
| Nummer met noteringen in de NPO Radio 2 Top 2000 | '99  | '00 | '01  | '02  | '03  | '04  | '05  |
| ------------------------------------------------ | ---- | --- | ---- | ---- | ---- | ---- | ---- |
| Video Killed the Radio Star                      | 1545 | 807 | 1888 | 1265 | 1535 | 1581 | 1862 |

1. ↑  Een vetgedrukt getal geeft de hoogste notering aan.
2. ↑  Deze tabel is bijgewerkt tot en met de laatste editie (2024).